# باتيرسون
باتيرسون (بالإنجليزية: Patterson)‏ هي إحدى مدن مقاطعة ستانيسلاوس، كاليفورنيا. تم إعطاءها لقب مدينة في 22 ديسمبر، 1919.